# Estadio Rat Verlegh
El Estadio Rat Verlegh es un estadio multiuso que está situado en Breda, Países Bajos.  Habitualmente es utilizado para los partidos disputados en casa del NAC Breda que durante muchos años ha estado en la Eredivisie. El estadio tiene hasta 19 000 localidades y fue construido en 1996. El Rat Verlegh reemplazó al NAC Stadion.